# Pont de Manhattan
 (décembre 2024).
Si vous disposez d'ouvrages ou d'articles de référence ou si vous connaissez des sites web de qualité traitant du thème abordé ici, merci de compléter l'article en donnant les références utiles à sa vérifiabilité et en les liant à la section « Notes et références ».
Le pont de Manhattan est un pont suspendu de la ville de New York au-dessus de l'East River, qui relie la partie inférieure de l'île de Manhattan à l'arrondissement de Brooklyn. Les travaux commencent en 1901 et le pont est ouvert au public le 31 décembre 1909, bien que sa construction (d'un coût de 31 millions de dollars de l'époque) ne soit pas encore achevée. Il est complètement terminé en 1912.

Schéma du pont en coupe

Le pont possède deux niveaux de circulation. Le niveau supérieur offre quatre voies pour les véhicules, deux dans chaque sens. Sur le niveau inférieur, on trouve trois voies pour les véhicules, quatre voies ferrées pour le métro et une allée pour les piétons. À ce niveau, le sens de circulation peut être modulé selon les besoins du trafic : les trois voies dans le même sens, ou deux voies dans un sens et une à l'opposé.
La circulation du métro a été plusieurs fois interrompue sur le pont de Manhattan depuis 1984. Il sert de passage à deux lignes différentes (2 × 2 voies), connues sous les noms de « North tracks » (ligne du nord) et « South tracks » (ligne du sud). Cela est principalement dû à la conception du pont, qui n'est pas bien adapté au transit ferroviaire. Le passage des rames provoque des oscillations qui à leur tour endommagent les voies. Ce tronçon de la ligne du sud a été fermé entre 1990 et 2001, celui de la ligne du nord entre 2001 et 2004.

## Caractéristiques
- Portée principale : 448 m
- Longueur totale : 2 090 m
- Hauteur des pylônes : 102 m
- Diamètre des câbles : 53,975 cm
- hauteur en dessous de l'eau : 41,1 m
- nombres de câbles : 4

## Histoire
La construction du pont commence en 1901 et s'achève en 1912.

## Représentations
Le pont de Manhattan apparaît sur l'affiche du film Il était une fois en Amérique de Sergio Leone avec l'Empire State Building en arrière-plan. Une des scènes les plus emblématiques du film (la mort du jeune Dominic) se déroule à proximité du pont.
Le pont apparaît dans les jeux vidéo Grand Theft Auto 4 et Grand Theft Auto: Chinatown Wars sous le nom de Algonquin Bridge.
Le pont est visible sur la planche 19 de Clifton à New-York de Raymond Macherot.

## Galerie photographique

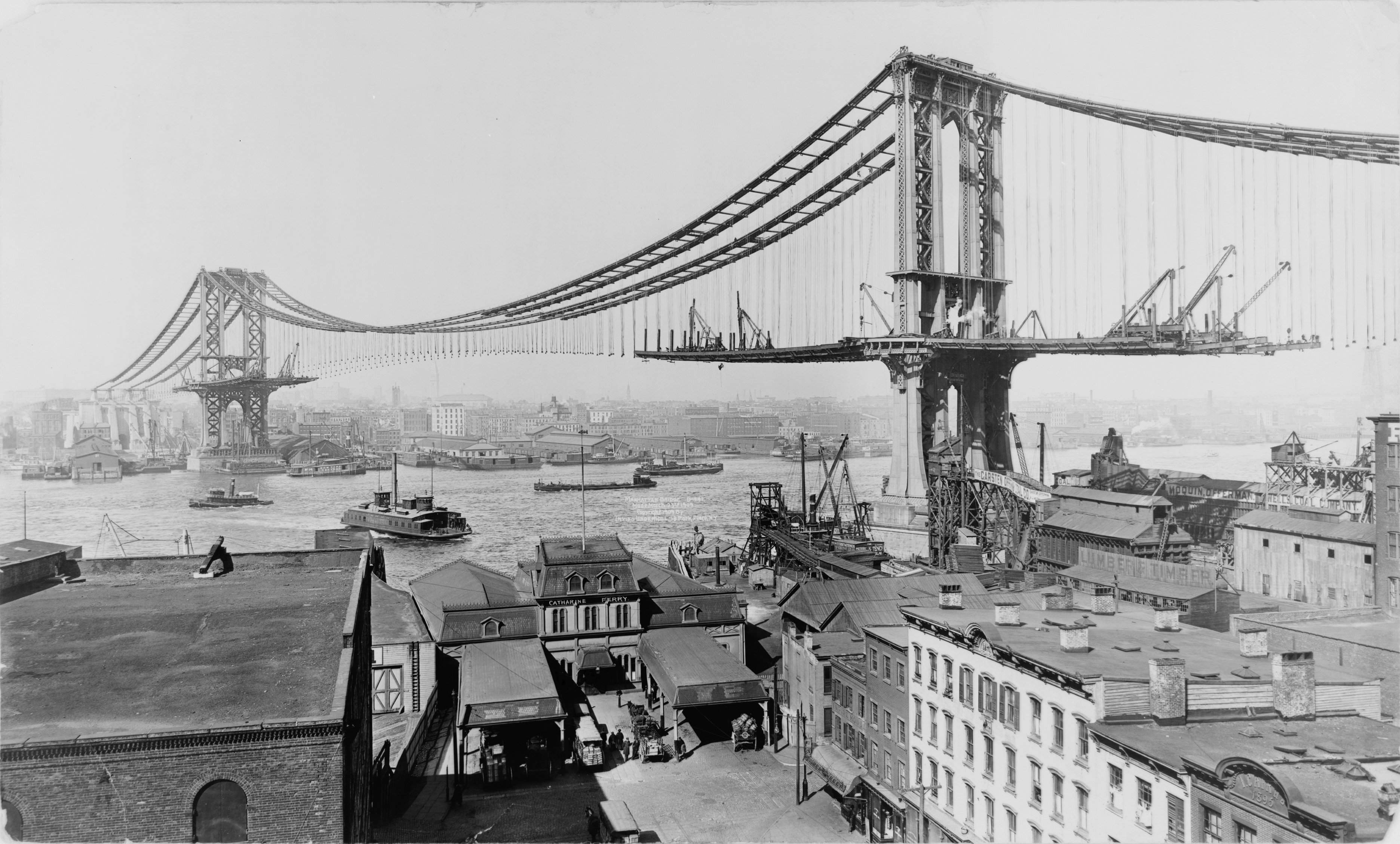
Construction du pont en 1909
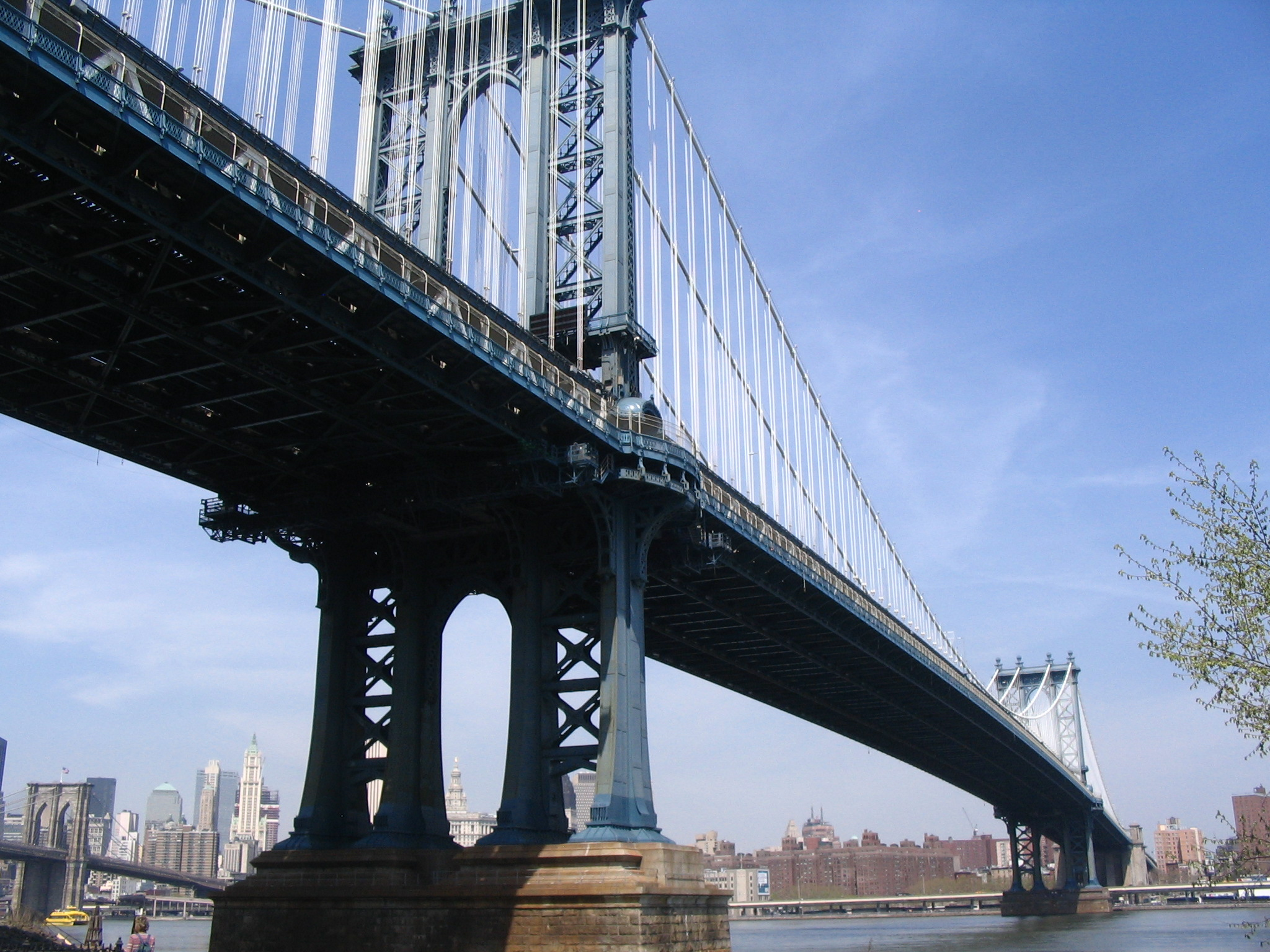
Le pont de Manhattan depuis le Fulton Landing Park à Brooklyn
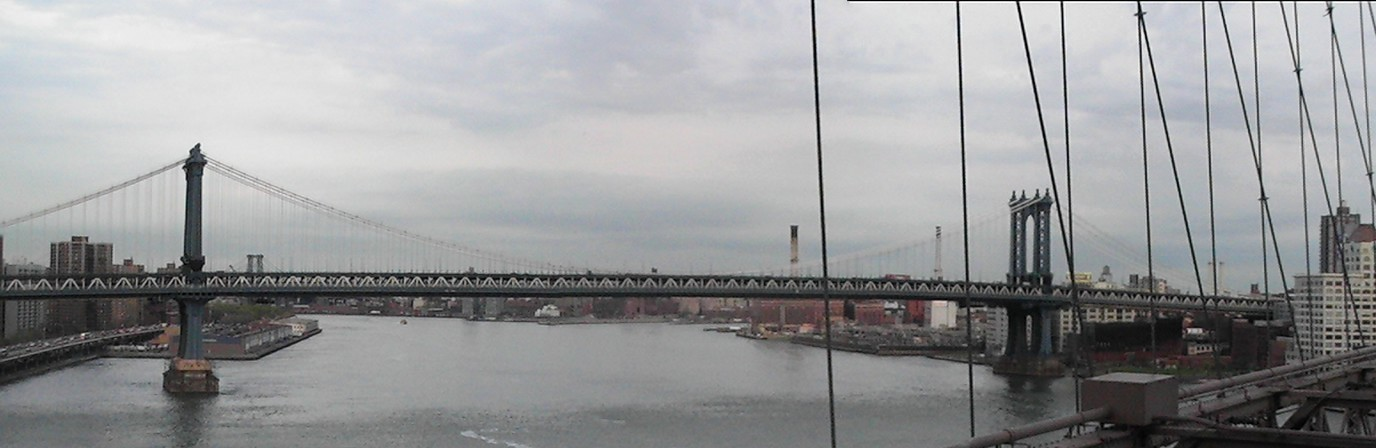
Pont de Manhattan vu du pont de Brooklyn